# アダマール積

アダマール積は同じサイズの行列ふたつから、同じサイズの行列を作る操作である

数学におけるアダマール積（英: Hadamard product）は、同じサイズの行列に対して成分ごとに積を取ることによって定まる行列の積である。要素ごとの積（英: element-wise product）、シューア積（英: Schur product）、点ごとの積（英: pointwise product）、成分ごとの積（英: entrywise product）などとも呼ばれる。
ジャック・アダマールやイサイ・シューアらの貢献があり、名称はそれに因むものである。
アダマール積は結合的かつ通常の行列の和（成分ごとの和）に対して分配的であり、かつ通常の行列の積とは異なり（係数環が可換ならば）常に可換である。

## 定義
同じサイズ m × n を持つふたつの行列 A = (ai,j ), B = (bi,j ) に対し、それらのアダマール積 A ∘ B は
{\displaystyle A\circ B=(a_{ij}\cdot b_{ij})_{1\leq i\leq m \atop 1\leq j\leq n}}
で定義される、やはりサイズが同じく m × n の行列である。
サイズが異なる行列に対しては（つまり掛け合わせる行列のサイズをそれぞれ m × n, p × q とすれば、m ≠ p または n ≠ q あるいはその両方であるときは）アダマール積は定義されない。

## 例
3 × 3 行列 A = (ai,j ) と 3 × 3 行列 B = (bi,j ) のアダマール積は以下のようになる。
{\displaystyle {\begin{bmatrix}a_{11}&a_{12}&a_{13}\\a_{21}&a_{22}&a_{23}\\a_{31}&a_{32}&a_{33}\end{bmatrix}}\circ {\begin{bmatrix}b_{11}&b_{12}&b_{13}\\b_{21}&b_{22}&b_{23}\\b_{31}&b_{32}&b_{33}\end{bmatrix}}={\begin{bmatrix}a_{11}\,b_{11}&a_{12}\,b_{12}&a_{13}\,b_{13}\\a_{21}\,b_{21}&a_{22}\,b_{22}&a_{23}\,b_{23}\\a_{31}\,b_{31}&a_{32}\,b_{32}&a_{33}\,b_{33}\end{bmatrix}}}

## 性質
アダマール積は可換、結合的、かつ加法に対して分配的である。つまり、
{\displaystyle A\circ B=B\circ A,}
{\displaystyle A\circ (B\circ C)=(A\circ B)\circ C,}
{\displaystyle A\circ (B+C)=A\circ B+A\circ C}
が成り立つ。m × n-行列のアダマール積において単位元となる行列（いうなれば「単位行列」）は全ての成分が 1 となる m × n-行列である。これはもちろん、通常の行列の積に関する単位行列（これは対角成分だけが 1 でそのほかはすべて 0 となる行列）とは異なる。さらに言えば、明らかにアダマール積に関する意味での「逆行列」を持つための必要十分条件は、その行列の成分にひとつも 0 に等しいものが無いことである。 
ベクトル x, y に対して、それを主対角線に持つ対角行列 Dx, Dy を考えると、以下が成り立つ:
{\displaystyle x^{*}(A\circ B)y=\operatorname {tr} (D_{x}^{*}AD_{y}B^{\intercal }).}
x∗ は x の随伴である。特に、成分が全て 1 であるようなベクトルを考えれば、アダマール積の成分の総和が ABT の蹟に等しいことが分かる。関係する結果として、正方行列 A, B に対してそれらのアダマール積の行和は ABT の対角成分に等しい。
{\displaystyle \sum _{i}(A\circ B)_{i,j}=\left(B^{\intercal }A\right)_{j,j}.}
{\displaystyle \sum _{j}(A\circ B)_{i,j}=\left(AB^{\intercal }\right)_{i,i}.}
アダマール積はクロネッカー積の主小行列である。

## シューア積定理
ふたつの半正定値行列のアダマール積はまた半正定値である。これをドイツの数学者イサイ・シューアに因んでシューア積定理とも呼ぶ。半正定値行列 A, B に対して
{\displaystyle \det(A\circ B)\geq \det(A)\det(B)}
が知られている。